# Crangonyx chlebnikovi
Crangonyx chlebnikovi är en kräftdjursart som beskrevs av Borutsky 1928. Crangonyx chlebnikovi ingår i släktet Crangonyx och familjen Crangonyctidae. Inga underarter finns listade i Catalogue of Life.